# جيم ساول
جيم ساول (بالإنجليزية: Jim Saul)‏ هو لاعب كرة قاعدة أمريكي، ولد في 24 نوفمبر 1939 في بريستول في الولايات المتحدة.

## وصلات خارجية
- جيم ساول على موقعبيزبول رفرنس.كوم (الدوري الثانوي) (الإنجليزية)